# 7368 Haldancohn
7368 Haldancohn (1966 BB) là một tiểu hành tinh vành đai chính được phát hiện ngày 20 tháng 1 năm 1966 bởi Haldan Cohn ở Đài thiên văn Goethe Link.